# Castelnuovo di Conza
Castelnuovo di Conza este o comună din provincia Salerno, regiunea Campania, Italia, cu o populație de 548 locuitori (1 ianuarie 2023) și o suprafață de 14,06 km².

## Demografie
Castelnuovo di Conza - evoluția demografică

|  | Graficele sunt indisponibile din cauza unor probleme tehnice. Mai multe informații se găsesc la Phabricator și la wiki-ul MediaWiki. |

Date: Recensăminte sau birourile de statistică - grafică realizată de Wikipedia